# Герб Білого Каменя (Золочівський район)
Герб Білого Каменя — один з офіційних символів села Білий Камінь, Золочівського району Львівської області.
Автор — Андрій Гречило.

## Історія
Герб затвердила сесія сільської ради рішенням  від 3 листопада 1993 року.

## Опис (блазон)
У срібному полі Св. Юрій (у золотих обладунках, синій сорочці, зелених штанах, червоному плащі та чоботах) верхи на чорному коні в золотій упряжі, пробиває золотим списом зеленого змія з червоними очима, язиком і пазурами.

## Зміст
Святий Юрій є покровителем містечка і відомий ще з міського герба ХVІІІ ст. На прапорі подано юріївський хрест. Срібне поле (на прапорі – біле) уособлює назву села.
Щит увінчано червоною міською короною, що вказує на село, яке давніше було містечком.